# Episodi di Star Trek: New Voyages
Gli episodi della webserie fanfiction Star Trek: New Voyages, composta da 10 episodi, è stata pubblicata online tra il 16 gennaio 2004 e il 6 agosto 2012.
| nº | Titolo originale         | Data distribuzione | Note                                                    |
| -- | ------------------------ | ------------------ | ------------------------------------------------------- |
| 0  | Come What May            | 16 gennaio 2004    | episodio pilota                                         |
| 1  | In Harm's Way            | 8 ottobre 2004     |                                                         |
| 2  | To Serve All My Days     | 23 novembre 2006   | ultimo aggiornamento il 5 maggio 2008                   |
| 3  | World Enough and Time    | 23 agosto 2007     |                                                         |
| 4  | Blood And Fire - Part I  | 20 dicembre 2008   | ultimo aggiornamento il 23 maggio 2011                  |
| 5  | Blood And Fire - Part II | 20 novembre 2009   | ultimo aggiornamento il 15 giugno 2011                  |
| 6  | Enemy: Starfleet!        | 22 aprile 2011     |                                                         |
| 7  | The Child                | 5 aprile 2012      |                                                         |
| 8  | Kitumba                  | 1º gennaio 2014    |                                                         |
| 9  | Mind-Sifter              | 1º dicembre 2014   |                                                         |
| 10 | The Holiest Thing        | 15 gennaio 2016    |                                                         |
|    | Center Seat              | 17 marzo 2006      | cortometraggio; ultimo aggiornamento il 29 ottobre 2012 |
|    | No Win Scenario          | 8 ottobre 2011     | cortometraggio                                          |
|    | 1701 Pennsylvania Av.    | 20 dicembre 2011   | cortometraggio                                          |
|    | Going Boldly             | 6 agosto 2012      | cortometraggio                                          |